# Ion Iliescu
Ion Iliescu (født 3. marts 1930, død 5. august 2025) var Rumæniens præsident 1989-96 og 2000-04.
Hans far, Alexandru Iliescu, var kommunist, og Ion meldte sig ind i partiets ungdomsfløj i 1944 og partiet i 1953. Han blev medlem af centralkomitéen i 1965, men Ceauşescu skubbede ham senere til side.
Da Ceauşescu faldt i 1989, tog Iliescu og andre medlemmer af Fronten for National Frelse magten. Han vandt præsidentvalget i 1990, blev genvalgt i 1992, tabte ved valget i 1996, og blev igen valgt i 2000.
Iliescu blev derefter senator og medlem af det Socialdemokratiske parti.